# Chantal Wright
Chantal Wright (1 de febrero de 1993) es una deportista estadounidense que compite en judo. Ganó dos medallas de bronce en el Campeonato Panamericano de Judo en los años 2020 y 2021.

## Palmarés internacional
| Campeonato Panamericano | Campeonato Panamericano | Campeonato Panamericano | Campeonato Panamericano |
| Año                     | Lugar                   | Medalla                 | Categoría               |
| ----------------------- | ----------------------- | ----------------------- | ----------------------- |
| 2020                    | Guadalajara (México)    | Medalla de bronce       | –70 kg                  |
| 2021                    | Guadalajara (México)    | Medalla de bronce       | –70 kg                  |